# Le Livre de cuisine de Mme E. Saint-Ange
Le Livre de cuisine de Mme E. Saint-Ange : recettes et méthodes de la bonne cuisine française est un livre de cuisine française écrit par Marie Ébrard (sous pseudonyme) et publié par Larousse à partir de 1927 et republié ensuite dans diverses éditions. Il est suivi en 1929 d'une édition abrégée intitulée La bonne cuisine de Mme E. Saint-Ange dont un fac-similé a été republié en 2005
. La version intégrale a également été republiée en 1958 par les éditions Chaix sous le titre La Cuisine de Madame Saint-Ange, L'une des bibles de la cuisine française agrémentée de photographies. La Librairie Larousse reprend en 1982 la publication de 1927 en conservant les photos des éditions Chaix et en ajoutant des photos de plats préparés par le petit-fils J. Saint-Ange Ébrard
.

## Contenu du livre
L'édition intégrale décrit en détail 1 300 recettes dont 50 potages (800 recettes pour l'édition abrégée) de la cuisine bourgeoise et régionale du début du XXe siècle. Une centaine d'illustrations indiquent l'usage détaillé des instruments culinaires de l'époque. Le livre comporte également des menus de saison pour 6 personnes, des préparatifs de lunch pour réception de 50 à 60 convives, des déjeuners et diners de cérémonie, un guide des cocktails pour groupe de 10 personnes, 26 pages de confection des confitures, 8 pages de confection de boissons, une table des vins, 18 pages de confection de pâtés et terrines de gibier et viandes. 
Pour l'auteur, la cuisine doit être économique. Elle parle dans le livre de l'utilisation des restes notamment de confection de cuisines de luxe et de cuisines de gourmet
. Mme Saint-Ange parle de la confection de la panade juste avant celle de la soupe garbure-à-la-paysanne, « qui [n'est] pas [un] potage ». 
L'ouvrage commence par documenter la « conduite des fourneaux » … « à charbon de terre, à gaz et à l'électricité » selon l'expression de Marie Ébrard. Il présente un aspect de document historique de l'époque entre-deux-guerres avant la mutation de la cuisine dans les années 1960 en France. 
Ce livre de cuisine est considéré comme  un classique de la cuisine française.

### Erreur
L'auteur a induit en erreur notamment pour les civets de lièvre, l'ouvrage mentionne la présence d'hémoglobine, donc de sang, comme nécessaire pour la recette. Il a été identifié depuis que c'est l'oignon qui est nécessaire

## Style
Dans l'avertissement de son livre, Saint-Ange revendique à la fois une pratique, en tant que maîtresse de maison, et des principes rationnels acquis par l'étude de la cuisine professionnelle au cours d'une «longue collaboration avec des praticiens émérites, dans une revue spéciale».
Elle a en effet tenu pendant 20 ans une chronique culinaire sous le nom de La Vieille Catherine dans plusieurs éditions successives de la revue Le Pot-au-feu: Journal de cuisine pratique et d’économie domestique, dont son mari, Saint-Ange Ébrard, a été l'éditeur de 1893 à 1914,.
Dans cette revue, le texte de chacune de ses (longues) recettes était structuré et consistait en une introduction générale de plusieurs paragraphes suivi de la liste des ingrédients du plat et de celle des ingrédients de la sauce ou garniture, puis de la description très détaillée de la préparation, parfois précédée d'un résumé. Ainsi par exemple, la recette du bœuf mode parue en 1895 dans la revue couvrait six pages.
Dans le livre on ne retrouve pas la notion de leçon comme dans d'autres livres de vulgarisation. Les textes des recettes de ce livre de cuisine renvoient aux principes et aux gestes « qu'il faut savoir » décrits en début d'ouvrage
. Ainsi, la recette du bœuf mode précédemment citée y couvre cinq pages et demie dont deux pages et demie d'introduction et trois variantes de la recette.
Les recettes s'adressent aussi bien à des ménagères qu'à des maîtresses de maison qui les suivent soit par goût soit par souci de train de vie.

« Avant Ginette Mathiot et Françoise Bernard, Mme E. Saint-Ange a déniaisé aux fourneaux des générations de promises au mariage en France mais aussi outre-Atlantique, et l'on en pince toujours pour les exemplaires anciens de cette bible de la cuisine bourgeoise. »

— J. Durand dans Libération, 2010.

## Traductions
Le livre de cuisine de Mme E. Saint-Ange a servi d'inspiration à plusieurs cuisiniers américains. Julia Child l'a décrit comme « le meilleur livre de cuisine français [qu'elle connaisse] ». Paul Aratow, professeur de littérature cofondateur avec  Alice Waters du célèbre restaurant californien, Chez Panisse, l'a traduit en anglais en 2005.